# Nyang Mangpoje Shangnang
Nyang Mangpoje Shangnang (chữ Tạng: མྱང་མང་བོ་རྗེ་ཞང་སྣང་; ? – ?) là một Đại tướng của Thổ Phồn trong thời kỳ Songtsen Gampo trị vì.
Vua Tạng Namri Songtsen bị ám sát vào năm 618, nhiều nước chư hầu nổi dậy, Songtsen Gampo 12 tuổi lên ngôi, được Đại tướng Mangpoje phụ chính. Mangpoje chứng tỏ mình là một thủ lĩnh xuất sắc khi nhanh chóng trấn áp phản loạn, cùng Songtsen đem phản đồ ra diệt tộc, củng cố chính quyền người Tạng .
Theo một số tài liệu khai quật được từ Đôn Hoàng, Mangpoje đã "đem cả Sumpa đặt dưới trướng Songtsen Gampo" vào khoảng năm 627 . Nyang Mangpoje đã khuyên Songtsen Gampo không nên tấn công Sumpa vì họ vốn là chư hầu của tiên vương Namri Songtsen, thay vào đó thiết lập bảo hộ cho đàn gia súc mà có thể thần phục nhân dân một cách tự nhiên .
Mangpoje lập nhiều chiến công, sau lại phụ chính khi Songtsen Gampo còn nhỏ, khiến một trọng thần khác là Khyungpo Pungse Sutse sinh lòng ganh tị. Pungse vu cho Mangpoje hai lòng với Songtsen Gampo, lại nói với Mangpoje rằng Songtsen Gampo đã hết tín nhiệm ông. Mangpoje cho là thực, lui về thành trại của mình, không tham gia triều hội nữa. Songtsen Gampo cho là có ý tạo phản, sai quân tấn công, giết chết Mangpoje. Chức Đại tướng sau đó được Gar Mangsham Sumnang kế nhiệm, nhưng không được bao lâu thì từ chức, nhượng lại cho Khyungpo Pungse .